# 보석도마뱀붙이
보석도마뱀붙이(Naultinus gemmeus)는 주얼 게코(jewelled gecko)라고도 불리며, 뉴질랜드 남섬에 고유한, 멸종위기에 처한 도마뱀붙이류의 일종이다.
보석도마뱀붙이의 오타고, 캔터버리, 사우스랜드 하위집단(subgroup)은 색깔과 무늬로 구분할 수 있다. 캔터버리 수컷은 회색, 갈색 바탕에 노란색, 보라색, 흰색 줄무늬나 다이아몬드 무늬가 나있다. 오타고 개체군은 보통 초록색 바탕에 노란색, 흰색 무늬, 사우스랜드 개체군은 보통 짙은 녹색이다.
보석도마뱀붙이는 다양한 종류의 곤충과 나방을 먹는다. 베리류 열매나 드물게 꽃꿀도 먹는다.
뉴질랜드의 도마뱀붙이류는 엄중하게 보호되며 포획, 방해는 금지되어있다. 보석도마뱀붙이는 곧잘 야생동물 밀수꾼들(:en:Wildlife smuggling)의 표적이 된다.

## 구별
보석도마뱀붙이는 밝거나 짙은 녹색 바탕에, 등에 줄무늬나 다이아몬드 무늬가 나있어서 보석도마뱀붙이라는 이름이 붙었고, 이는 중요한 식별 요소가 된다. 줄무늬, 다이아몬드 무늬는 흰색, 창백한 녹색, 혹은 노란색이고 무늬의 테두리는 보통 검은색이나 짙은 갈색이다. 배는 보통 창백한 초록빛 노란색, 또는 회색이며 줄무늬가 나있는 경우도 있다. 오타고, 캔터버리 하위집단 사이에, 암수 사이에 외양적 차이가 존재한다. 오타고와 캔터버리 하위집단의 암컷이 다이아몬드 모양 무늬를 띄는 것으로 보이며, 수컷은 줄무늬를 띄거나 무늬가 없다. 오타고 하위집단의 입안은 푸른색, 혀는 검은색인 반면 캔터버리 하위집단의 입은 분홍색이며 혀는 분홍색, 혹은 주황색이다. 눈은 갈색에서 올리브색을 띈다. 길이는 주둥이에서 꼬리까지 18cm, 항문까지 6-8cm다. 몸무게는 최대 15g이며 수명이 굉장히 길어서 40년 이상 살아갈 수 있다.

## 보존 상태

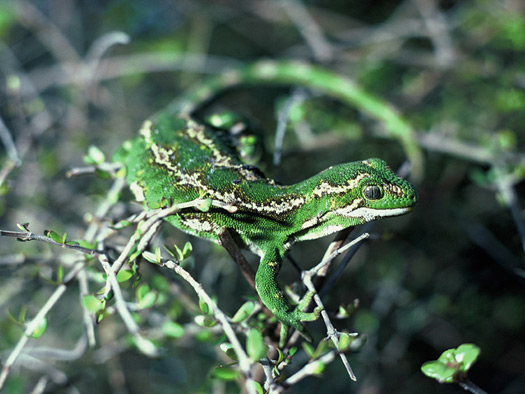
로드 모리스(Rod Morris)가 오타고반도(:en:Otago Peninsula)에서 촬영한 가지 위의 개체

2012년에 보존부(:en:Department of Conservation (New Zealand))에서 보석도마뱀붙이를 뉴질랜드멸종위기분류체계(:en:New Zealand Threat Classification System)의 '위험(At Risk)'에 분류하였다. 보존부는 이 녀석들이 감소가 점점 심해지거나 감소가 예상된다는 '위험' 위협 상태 기준을 충족시킨다고 판단하였다. 보석도마뱀붙이는 IUCN 적색목록에 '위기' 등급으로 등록되었으며, 방목, 제초제, 방화로 인한 서식지 파괴, 열화, 파편화와 침입종 포식자 때문이다.

## 분포
보석도마뱀붙이는 뉴질랜드 남섬 남동부에 토착하며, 좀 더 정확히는 캔터버리, 오타고에 주로 서식한다. 캔터버리와 오타고 사이에서도 소규모로 고립되고 파편화된 개체군이 살아간다. 이 종은 최근 몇 년간 꾸준히 감소세에 있으며, 현재 IUCN에 '위기'로 등재되어 있다.

## 서식
보석도마뱀붙이는 목질의 초목, 건지대, 덤불지대 따위의 다양한 서식지를 선호한다. 추위와 불을 피할 은신처가 필요하기 때문에 목질 삼림 초목에 의존한다. 보석도마뱀붙이는 수목성, 주행성 종이며, 즉 나무에서 살아가며 낮에 활동적이라는 뜻이다. 마누카(en:manuka), 너도밤나무류, 마타구리(en:matagouri) 등의 다양한 종류의 나무, 덤불에서 살아갈 수 있다. 노두나 맨들맨들한 바위로 뒤덮인 곳도 포식자들에게서 쉽게 도망칠 수 있어서 서식지로 적합하다.

## 생애주기
암컷은 태생이며, 보통 가을에 출산하며, 오타고보다 캔터버리의 개체군이 조금 더 빠르다. 해마다 번식하며, 임신 기간은 약 7달이다. 보석도마뱀붙이의 임신주기는 난황형성(en:vitellogenesis), 배란, 임신으로 구성되는데, 난황은 가을에 출산한 뒤에 형성되기 시작하고 배란은 봄에 이루어진다. 각각의 암컷은 한 번에 한두 마리를 낳는다.
보석도마뱀붙이의 생애주기는 잘 알려지지 않았다; 사육 개체는 30년 이상 살아가며, 서식지 파편화는 해당 지역의 다른 도마뱀붙이류 종들의 생애주기에 기반하여 문제가 되지 않는다. 대부분의 뉴질랜드 토착 도마뱀붙이는 천천히 성장하고 성적으로 성숙하는 데 2-8년이 걸리는데, 보석도마뱀붙이는 성숙하는 데 4년이 걸린다. 성숙 개체는 해마다 한두 마리의 새끼를 출산하며, 다른 뉴질랜드 토착 도마뱀붙이처럼 알이 아니라 새끼를 낳는다. 연구자들은 번식 행동에 명확한 계절성 규칙이 있다는 것을 보여줬는데, 배란은 봄에 시작하며 7달 정도 임신하여 한두 마리의 새끼를 낳는다. 사육 환경에서는 9-10월에 짝짓기하고, 2-5월에 출산한다. 이 종은 계절에 상관 없이 잎더미 위에서, 특히 따뜻하고 맑은 아침에 햇볕을 쬔다. 임신한 암컷은 제일 찾기 쉬운데, 뱃속의 새끼가 자라기 위해 햇빛을 더 많이 쬐어야 하기 때문인 것 같다.

## 식단, 먹이찾기
보석도마뱀붙이는 다른 도마뱀붙이류처럼 야생의 삼림과 덤불에서 나는 다양한 곤충과 베리류를 먹는다. 보석도마뱀붙이를 포함해 모든 뉴질랜드의 도마뱀붙이류는 잡식동물이며 나방과 여러 종류의 파리 등의 다양한 곤충을 섭취하며, 코프로스마(en:Coprosma)와 같은 토착 식물의 과일 또한 먹는다. 뉴질랜드의 도마뱀붙이류는 먹을 수 있다면 꽃꿀도 먹는다고 알려져있다.

## 포식자, 기생충, 질병
농지 방목, 서식지 파괴, 포식자, 불법 밀렵과 같은 요소들이 보석도마뱀붙이의 존속을 위협하고 있다. 이 도마뱀붙이류는 1953년 야생동물법(:en:Wildlife act of 1953)에 의해 보호받고 있지만, 이 녀석들의 서식지는 여전히 도로에 의한 파편화, 침입종으로 인해 파괴되는 중이다. 이 도마뱀붙이류를 위협하는 포식자는 인류, 설치류, 족제비류, 고양이, 조류, 주머니쥐 등이 있다. 인간 요소는 모두 포식자 방지 구역(predator proof area)과 자연구역에서 진행 중인 불법 밀렵이다. 설치류, 생쥐들은 덤불, 나무의 가지를 타고 올라가 서식지를 침범하는 덩치 큰 포식자들이다. 하지만 고양이와 족제비류는 주로 밤에 사냥하기 때문에 보석도마뱀붙이를 자주 잡아먹지는 않는다. 뉴질랜드의 조류, 특히 까치와 물총새류가 보석도마뱀붙이를 먹는다고 알려져 있다. 주머니쥐나 고슴도치 같은 다른 해로운 포유류도 마주치면 문제가 될 수 있지만, 종의 존속에 큰 위협이 되지는 않는다.
보석도마뱀붙이에 기생한다고 알려지고 기록된 유일한 기생충은 체외기생충(en:ectoparasite) Neotrombicula naultini이다.

## 기타
보석도마뱀붙이를 포함한 녹색도마뱀붙이류의 대부분의 종류는 문화적으로 상당히 중요하다. 뉴질랜드 남섬의 은가이 타후(:en:Ngāi Tahu) 부족은 이 아름다운 도마뱀붙이류를 타온가(taonga : 귀중한 사물이나 천연자원)라 부르며 그들의 문화에서 중요하게 여겨진다.

## 참고 문서
- 뉴질랜드의 도마뱀붙이류의 목록(영어판)
- 뉴질랜드의 야생동물 밀수(영어판)